# Helina taiwanensis
Helina taiwanensis este o specie de muște din genul Helina, familia Muscidae, descrisă de Shinonaga și Huang în anul 2007.
Este endemică în Taiwan. Conform Catalogue of Life specia Helina taiwanensis nu are subspecii cunoscute.